# Фонтрай
Фонтра́й (фр. Fontrailles, окс. Fontralha) — коммуна во Франции, находится в регионе Юг — Пиренеи. Департамент — Верхние Пиренеи. Входит в состав кантона Три-сюр-Баиз. Округ коммуны — Тарб.
Код INSEE коммуны — 65177.

## География
Коммуна расположена приблизительно в 640 км к югу от Парижа, в 95 км западнее Тулузы, в 27 км к северо-востоку от Тарба.
На востоке коммуны протекает река Баиз.

## Климат
Климат умеренно-океанический с солнечной тёплой погодой и обильными осадками на протяжении практически всего года.

## Население
Население коммуны на 2010 год составляло 145 человек.
| 1962 | 1968 | 1975 | 1982 | 1990 | 1999 | 2010 |
| ---- | ---- | ---- | ---- | ---- | ---- | ---- |
| 215  | 211  | 172  | 153  | 146  | 147  | 145  |

## Администрация
| Период | Период | Фамилия        | Партия | Примечания |
| ------ | ------ | -------------- | ------ | ---------- |
| 2001   | 2020   | Кристьян Жолли |        |            |

## Экономика
В 2010 году среди 83 человек трудоспособного возраста (15-64 лет) 62 были экономически активными, 21 — неактивными (показатель активности — 74,7 %, в 1999 году было 65,6 %). Из 62 активных жителей работали 60 человек (31 мужчина и 29 женщин), безработных было 2 (1 мужчина и 1 женщина). Среди 21 неактивных 5 человек были учениками или студентами, 10 — пенсионерами, 6 были неактивными по другим причинам.

## Фотогалерея

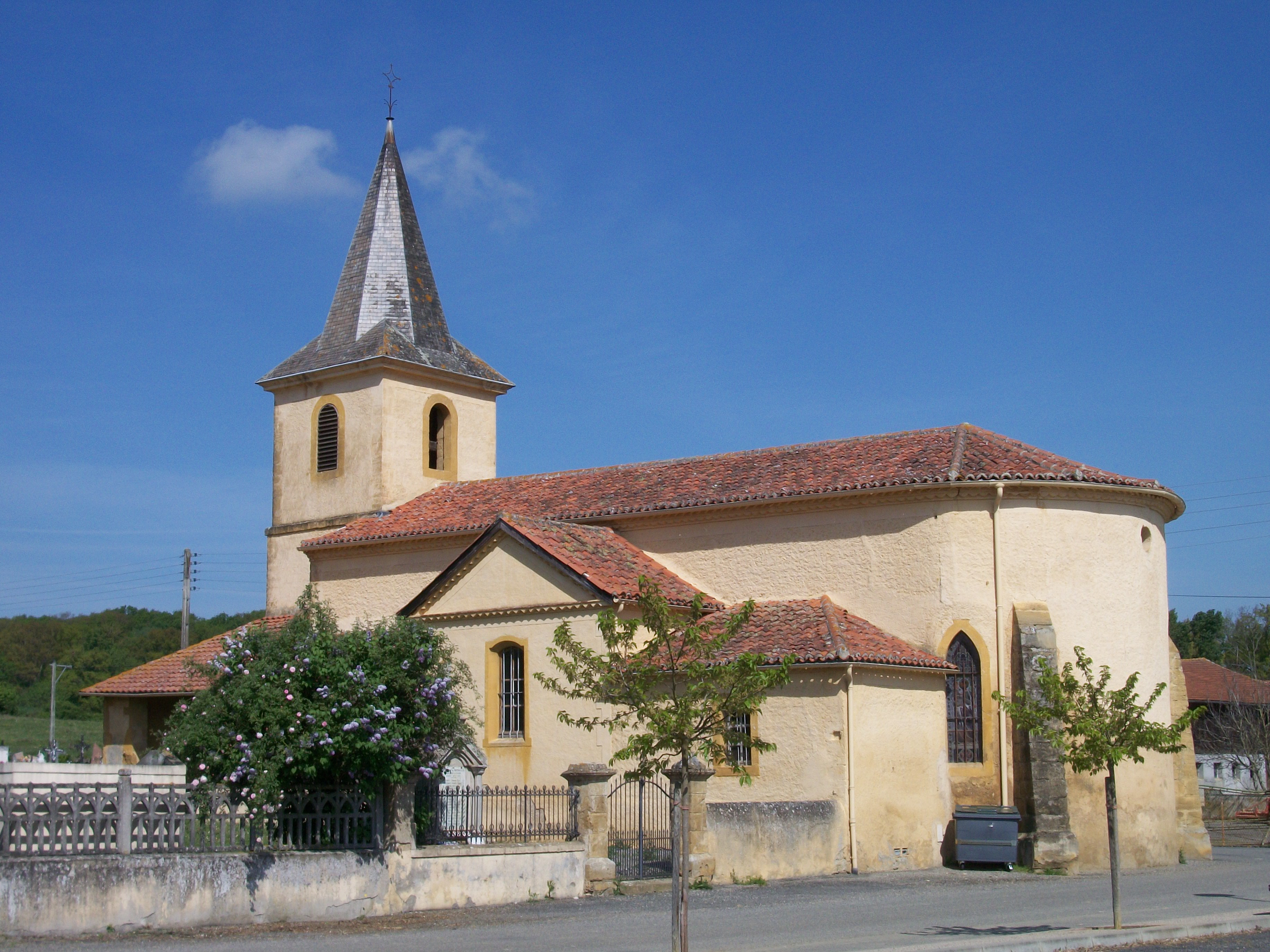
Церковь
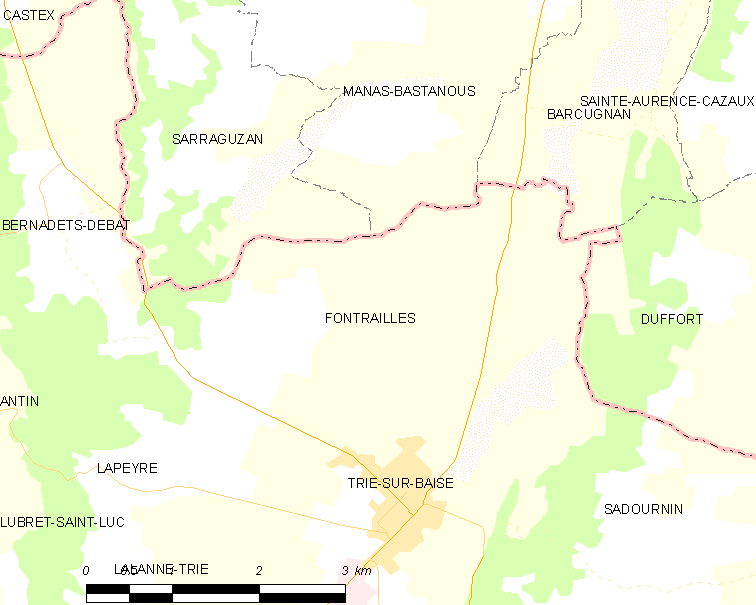
Карта коммуны